# Turban

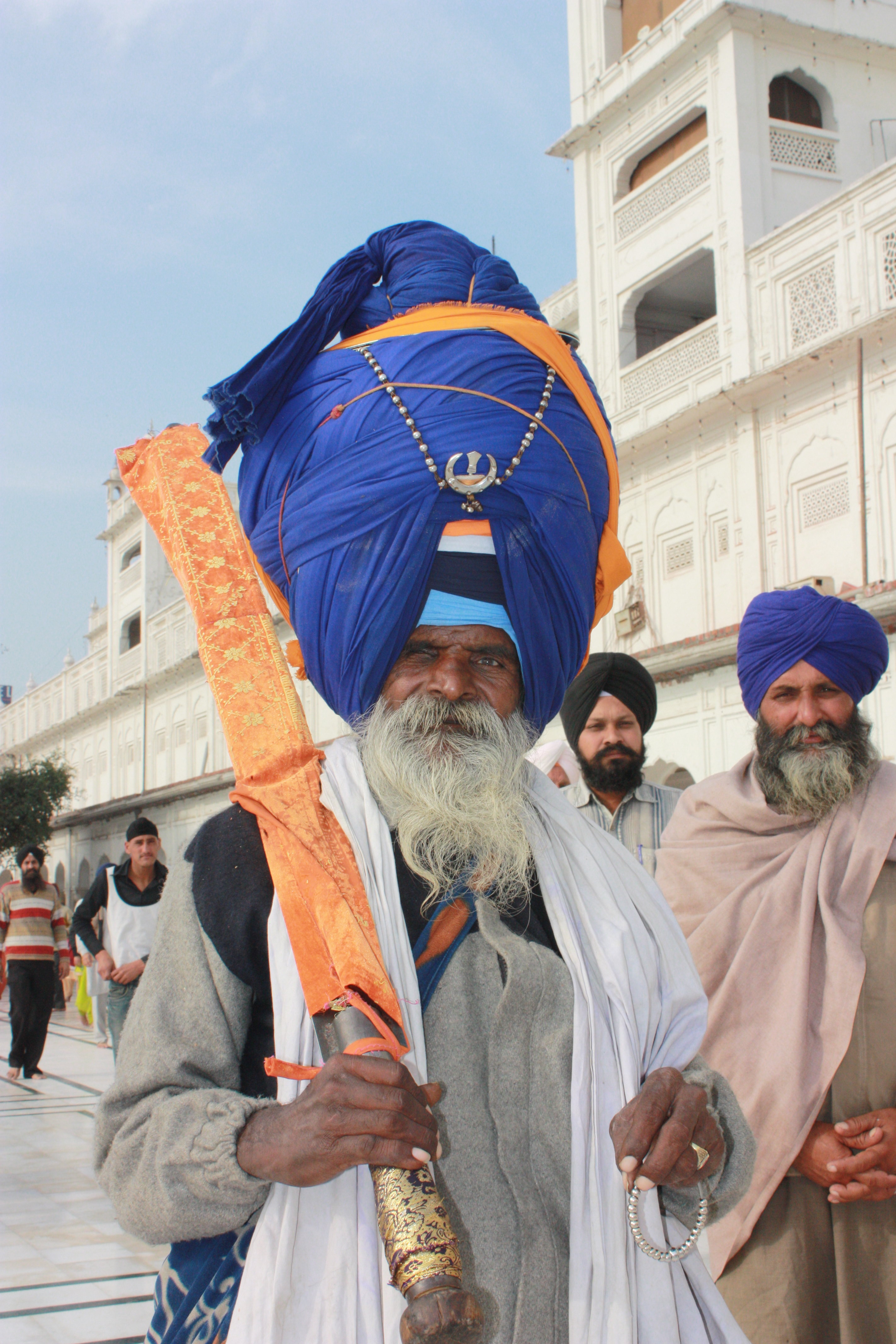
Sikh v turbanu ve Zlatém chrámu

Turban je pokrývka hlavy vytvořená ze stočeného pruhu látky. Nejčastěji se nosí v částech Asie a Afriky v pásu od Maroka po Indii. Je většinou nošen muži a v některých komunitách je nošení turbanu dokonce součástí náboženské tradice, jako například u Sikhů.